# لویی رآر
لویی رآر (انگلیسی: Louis Réard؛ 1897 – ۱۶ سپتامبر ۱۹۸۴) مهندس خودرو و طراح مد اهل فرانسه بود. او بیشتر برای ساخت و محبوب ساختن یک مایوی دوتکه در سال ۱۹۴۶ شناخته می‌شود. او نام این مایوی دو تکه را بیکینی گذاشت.